# 渠丘之战
渠丘之战，公元前582年（周简王四年，鲁成公九年，楚共王九年，莒渠丘公二十七年），楚国率军进攻莒国的作战。
前582年，晋国栾书率军攻打亲附楚国的郑国，楚共王派令尹子重攻打亲附晋国的陈国。十一月，子重从陈国进攻莒国，包围了渠丘（今山东省莒县东南）。渠丘城池破败，城中居民溃散，逃到莒城。十一月初五日，楚国攻入渠丘。莒人擒获楚国的公子平。楚人让莒人不要杀他，以俘虏交换。莒人却杀了公子平，子重率领楚军包围了莒城。由于莒国没有防备，莒城的城墙也破败，十一月十七日，莒国大败。楚军就攻入莒国北部边地郓城（今山东省沂水县东北）。